# Rejon kachowski
Rejon kachowski (ukr. Каховський район) – rejon na Ukrainie, w obwodzie chersońskim, z siedzibą w Nowej Kachowce. Jego powierzchnia wynosi 6395,8 km², zaś liczba ludności 216,5 wynosi tys. osób (2022).
Przed reformą stolicę dawnego rejonu kachowskiego pełniła Kachowka, po reformie stolica została przeniesiona do Nowej Kachowki. Według danych z 2021 roku rejon zamieszkują 219 783 osoby.
Na terenie rejonu znajduje się 15 hromad:
- Kachowka(inne języki)
- Nowa Kachowka(inne języki)
- Tawrijśk(inne języki)
- Wełyka Łepetycha(inne języki)
- Werchnij Rohaczyk(inne języki)
- Hornostajiwka(inne języki)
- Lubymiwka(inne języki)
- Askania Nowa(inne języki)
- Czapłynka(inne języki)
- Rubaniwka(inne języki)
- Kostjantyniwka(inne języki)
- Zełenyj Pid(inne języki)
- Tawryczanka(inne języki)
- Prysywaśka(inne języki)
- Chrestiwka(inne języki)

Rejon został utworzony 19 lipca 2020 roku decyzją Rady Najwyższej z 17 lipca 2020 roku o przeprowadzeniu reformy administracyjno-terytorialnej Ukrainy. W jego skład weszły dotychczasowe rejony:
- kachowski
- wełykołepetyski
- werchnorohaczycki
- hornostajiwski
- czapliński